# Рудолф Екщайн
Рудолф Екщайн (на немски: Rudolf Ekstein) е американски психоаналитик и детски психолог от австрийски произход. Областта му на интерес е комбинация от психоанализа, психотерапия и педагогика.

## Биография
Роден е на 9 февруари 1912 година във Виена, Австро-Унгария. Учи във Виенският университет психология, философия и история, и защитава докторска степен през 1937. Негови преподаватели там са Анна Фройд, Вили Хофер и Август Айхорн. След като немската армия навлиза в Австрия на 11 март 1938 година, на него като на евреин му се налага да избяга в САЩ. В Бостън, той посещава Social Works School, за да стане психоаналитик. Неговият обучаващ аналитик е Едуард Хичман. По-късно получава втория си докторат по философия на психоанализата.
Умира на 18 март 2005 година в Лос Анджелис на 93-годишна възраст.

### Публикации
- A refugee teacher looks on democratic and fascist education., 1939
- From learning for love to love of learning, 1969
- Grenzfallkinder. E. Reinhardt, München, Basel 1973
- Karl Bühler’s „Sprachtheorie“ in psychoanalytic perspective: from monologue to dialogue to pluralogue., 1988
- The language of psychotherapy. Benjamins, Amsterdam 1989

### За Екщайн
- Jörg Wiesse, Rudolf Ekstein und die Psychoanalyse, Vandenhoeck & Ruprecht, Göttingen, 1994}}
- Roland Kaufhold, Pioniere der psychoanalytischen Pädagogik: Bruno Bettelheim, Rudolf Ekstein, Ernst Federn und Siegfried Bernfeld, psychosozial Nr. 53 (1/1993), Psychosozial-Verlag, Gießen|, 1993
- Roland Kaufhold, Bettelheim, Ekstein, Federn, Psychosozial-Verlag, Gießen, 2001}}